# لي يوتينغ
لي يوتينغ (ولدت في 3 مايو 2002) هي لاعبة ألعاب قوى أولمبية عداءة صينية. كانت واحدة من 406 رياضي صيني تنافسوا في دورة الألعاب الأولمبية الصيفية 2020 في طوكيو. احتل فريقها المركز السادس في سباق 4 × 100 متر تتابع للسيدات. في دورة الألعاب الآسيوية 2022، فازت بالميدالية الفضية في سباق 200 متر. تبع ذلك احتلالها المركز الثالث في نفس الحدث في وقت سابق في بطولة آسيا لألعاب القوى 2023. سجلت 23.24 ثانية في تصفيات الإعادة لسباق 200 متر.